# Bergen Håndball
Bergen Håndball är ett norskt handbollslag från Bergen, bildat den 20 maj 2010 som Fyllingen Håndball Elite, mer känt som FyllingenBergen, som Fyllingen Håndballs elitsatsning på herrsidan. Laget spelar sina hemmamatcher i Framohallen. Laget tränades av svensken Anders Fältnäs 2006–2014.

## Spelare i urval
- Kristian Bjørnsen (2009–2014)
- Magnus Dahl (2008–2010)
- Thomas Drange (2006–2009)
- Harald Reinkind (2008–2014)
- Jan Stankiewicz (2005–2007, 2009–2011, 2013, 2019)
- Andreas Ungesson (2013–2021)

## Meriter
- Seriemästare Eliteserien 2009